# 聖何塞 (聖卡洛斯區)
聖何塞（西班牙語：San José），是巴拿馬的城鎮，位於該國中東部，由西巴拿馬省的聖卡洛斯區負責管轄，面積28.3平方公里，海拔高度29米，2010年人口2,729，人口密度每平方公里96.4人。